# Награди и отличия на Лили Иванова
Лили Иванова е българска поп певица, която в кариерата си печели множество отличия и награди.

## Награди
- 1966, България, Слънчев бряг – трета награда на фестивала „Златният Орфей“ за песента „Бялата лодка“
- 1966, България, Слънчев бряг – специална награда на фестивала „Златният Орфей“ за песента „Море на младостта“
- 1966, Полша, Сопот – трета награда за песента „Защо така“, Фестивал за поп песен
- 1966, Словакия, Братислава – първа награда за изпълнение на песента „Адажио“ на Ангел Заберски, фестивал „Златен ключ“
- 1967, Полша, Варшава – първа награда, Фестивал за поп песен
- 1968, България, Слънчев бряг – втора награда на фестивала „Златният Орфей“ за песента „Лунната соната“
- 1968, България, София – специална награда „Орфей“ и лауреатско звание, Световен фестивал на младежта и студентите
- 1968, Испания, Барселона – първа награда с Бисер Киров за изпълнение на песента „Да вярвам ли“ на Ангел Заберски, Фестивал за поп песен
- 1969, България, Слънчев бряг – трета награда на фестивала „Златният Орфей“ за песента „За обич съм родена“
- 1969, Франция, Кан – „Златна плоча“ (присъждана за продадени над 1 милион албума), международен музикален фестивал „Мидем“
- 1970, България, Слънчев бряг – втора награда на фестивала „Златният Орфей“ за песента „Този свят е тъй прекрасен“
- 1970, Гърция, Атина – „Златна плоча“, фестивал за поп песен Olimpiada de Musica Pop
- 1970, Бразилия, Рио де Жанейро – трета награда за изпълнение, Фестивал за поп песен
- 1972, България, Слънчев бряг – първа награда на фестивала „Златният Орфей“ за песента „Птицата“
- 1973, Япония, Токио – трета награда за изпълнение на песента „Панаири“ на Тончо Русев, Фестивал за поп песен
- 1973, Чили, Виня дел Мар – извънредна награда за изпълнение, Фестивал за поп песен
- 1973, Франция, Париж – първа награда „Гран при“ (Grand Prix) за изпълнение на песента „Стъпки“ на Тончо Русев, Фестивал за поп песен
- 1974, България, Слънчев бряг – голямата награда на фестивала „Златният Орфей“ за изпълнител
- 1974, България, Слънчев бряг – първа награда на фестивала „Златният Орфей“ за песента „Наше лято“
- 1974, Турция, Истанбул – втора награда, Фестивал за поп песен
- 1977, България, Слънчев бряг – първа награда на фестивала „Златният Орфей“ за песента „Остани“
- 1982, България, Слънчев бряг – първа награда на фестивала „Златният Орфей“ за песента „Чудо“
- 1982, България, Слънчев бряг – трета награда на фестивала „Златният Орфей“ за песента „Самота“
- 1988, Франция, Париж – първа награда
- 1996, България, Слънчев бряг – награда „Златният Орфей“ за цялостно творчество
- „Мелодия на годината“ – Лили Иванова печели награда през 1968, 1970, 1974 и 1977 г.
- „Пролет“ – конкурс на Българското национално радио — Лили Иванова печели награда през 1971, 1972, 1976, 1977, 1978 и 1982 г.
- 2005, Великобритания, Лондон – Песента „Камино“ в изпълнение на Лили Иванова е класирана на 40-о място в класация на вечните световни хитове на „Сони Ериксон“.
- 2009, България, София – „Кристална лира“ от Съюза на българските музикални и танцови дейци в категория „Поп и рок“
- 2013, България, София – „Концерт на 2012 година“ в „Годишните музикални награди“ на БГ радио
- 2015, България, София – платинена плоча с плакет от Българската асоциация на музикалните продуценти за албума „Поетът“, продаден в над 15000 броя.[1][2]
- 2019, България, София – специален „Икар“ от САБ за „изключителен принос към изкуството в България“.[3]
- 2023, България, София – „Най-големият български поп изпълнител за всички времена“ със специална награда от БГ радио

## Отличия
- 1969, България, София – Заслужил артист
- 1980, България, Разград – Почетен гражданин на Разград[4]
- 1981, България, София – удостоена е със званието „Народен артист“
- 1984, България, Тетевен – Почетен знак на Тетевен
- 1997, Турция, Измир – номинация за „Една от 100-те най-известни жени на планетата за XX век“, Международна организация за солидарност на жените
- 1998, Беларус, Витебск – Орден първа степен за принос на добро в света, „Фондация Св. Николай Чудотворец“
- 1999, България, София – орден „Стара планина“, Първа степен, за заслугите на Лили Иванова към българската култура в областта на популярната музика, връчен от бившия президент Петър Стоянов [5]
- 2001, България, Кубрат – Почетен гражданин на Кубрат
- 2004, България, София – Златна звезда на българския шоубизнес
- 2006, България, София – звезда на българската Алея на славата
- 2006, Русия – орден „Екатерина Велика“ (присъждан само на жени, първата му носителка е Маргарет Тачър)
- 2006, България, София – зрителските гласове отреждат 30-о място на Лили Иванова в класацията на БНТ „Великите българи“
- 2006, България, Сандански – Почетен приз „Най-българска певица“ от фестивала „Пирин фолк“
- 2007, България, София – Почетен орден от Министерството на отбраната на Република България
- 2019, България, София – специално първо по рода си отличие за изключителни заслуги към музиката и културата от Съюза на артистите в България
- 2024, България, София – Почетен знак на Президента на република България за изключителна значимост, специална награда "Златен век" с огърлие на Министерството на културата